# Johannes Rudolf
Johannes Rudolf (* 22. August 1951 in Berlin) ist ein deutscher Politiker (CDU).
Johannes Rudolf besuchte ein Gymnasium und legte 1971 das Abitur ab. Im selben Jahr trat er der CDU bei und studierte anschließend an der Freien Universität Berlin. Schon während des Studiums wurde er bei der Berliner Wahl 1975 in die Bezirksverordnetenversammlung (BVV) im Bezirk Steglitz gewählt. 1981 schloss er als Diplom-Politologe ab und arbeitete ab 1982 beim Bezirksamt Schöneberg. Bei der Wahl 1985 wurde Rudolf in das Abgeordnetenhaus von Berlin gewählt. Im Juni 1992 schied er aus dem Parlament aus, da ihn die BVV Steglitz zum Bezirksstadtrat für Soziales und Gesundheitswesen gewählt hatte. Er gab das Amt des Bezirksstadtrat 2000 auf.